# 그라니

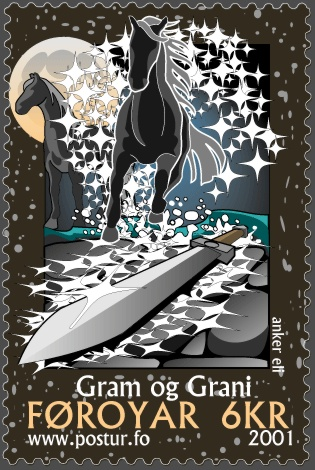
그라니와 그람이 그려진 페로 제도의 우표.

그라니(고대 노르드어: Grani)는 북유럽 신화에서 영웅 시구르드의 말이다. 수컷이며, 오딘의 말 슬레이프니르의 자손이다.